# Burkilliodendron album
Genre
Espèce
Synonymes
- Alloburkillia alba Ridl.[2]
- Burkillia alba Ridl.[2]

Burkilliodendron album est une espèce de plantes à fleurs dicotylédones de la famille des Fabaceae, sous-famille des Faboideae, originaire de Malaisie. C'est l'unique espèce acceptée du genre Burkilliodendron (genre monotypique).